# ليبيا الجديدة (صحيفة ليبية)
ليبيا الجديدة هي صحيفة يومية مقرها طرابلس، بليبيا. أُطلقَت في تونس أثناء الحرب الأهلية الليبية.

## التاريخ والملف الشخصي
تأسست صحيفة ليبيا الجديدة على يد محمود المصراتي بوصفها صحيفة إلكترونية في تونس التي فر إليها أثناء الحرب الأهلية الليبية التي أطاحت بمعمر القذافي في عام 2011. الناشرون للصحيفة هم فيصل السويحلي وأسامة سويد. وبعد تأسيس النظام الجديد في ليبيا، كان مقر الصحيفة في طرابلس، وتم إطلاقها كصحيفة أسبوعية في 22 آب 2012. وفي وقت لاحق، أعيد إطلاق الصحيفة كصحيفة يومية.
في عام 2012، بلغ توزيع الصحيفة 7500 نسخة. 
اعتبارًا من عام 2013، أصبح محمود المصراتي رئيس تحرير الصحيفة. على الرغم من أن الصحيفة لديها موظفين بدوام كامل، إلا أن الصحفيين المستقلين يساهمون فيها أيضًا.

## الموقف السياسي
صحيفة ليبيا الجديدة هي واحدة من الصحف المستقلة القليلة في ليبيا حيث أنها لا تمثل ولا تنتمي إلى أي جماعات أو أحزاب ذات مصالح سياسية.

## طالع أيضًا
- قائمة الصحف في ليبيا

## روابط خارجية
- الموقع الرسمي